# 86-я улица (линия Лексингтон-авеню, Ай-ар-ти)
| Верхний ярус               |     |     |   |
| \| · \| · л \| · л \| · \| |     |     |   |
| ·                          | · л | · л | · |

| · | · л | · л | · |

| Нижний ярус                |     |     |   |
| \| · \| · э \| · э \| · \| |     |     |   |
| ·                          | · э | · э | · |

| · | · э | · э | · |

| Верхний ярус               |     |     |   |
| \| · \| · л \| · л \| · \| |     |     |   |
| ·                          | · л | · л | · |

| · | · л | · л | · |

| Нижний ярус                |     |     |   |
| \| · \| · э \| · э \| · \| |     |     |   |
| ·                          | · э | · э | · |

| · | · э | · э | · |

«86-я улица» (англ. 86th Street) — станция Нью-Йоркского метрополитена, расположенная на линии Лексингтон-авеню, Ай-ар-ти.  На станции останавливаются маршруты: 4 (круглосуточно), 5 (круглосуточно, кроме ночи), 6 (круглосуточно) и <6> (в будни днём в пиковом направлении). Экспресс-пути используются маршрутами 4 (круглосуточно, кроме ночи) и 5 (круглосуточно, кроме ночи). Локальные пути используются маршрутами: 4 (ночью), 6 (круглосуточно) и <6> (в будни днём в пиковом направлении).
Станция состоит из четырёх боковых платформ, по две на каждом уровне; верхний уровень обслуживает локальные поезда, а нижний уровень — экспрессы. Между платформами разных направлений перехода нет, есть только между платформами разных уровней одного направления. Турникеты находятся на уровне верхней платформы с каждой из сторон. На уровне верхней платформы северного направления имеется лифт, установленный в процессе строительства фешенебельного жилого здания рядом со станцией, что делает эту платформу доступной для пассажиров с ограниченными возможностями. Оборудование лифтами остальных платформ планируется.
Станция была открыта 17 июля 1918 года, как часть продления линии под Лексингтон-авеню на север в сторону Бронкса.
Недалеко от станции расположены:
- Метрополитен-музей
- Музей Соломона Гуггенхайма
- Национальная Академия Дизайна
- Новая галерея

- Мозаика с числом "86"
- Именная мозаика